# Melissa Gorman
Melissa Gorman (Sydney (New South Wales), 11 december 1985) is een Australische zwemster. Ze vertegenwoordigde haar vaderland op de Olympische Zomerspelen 2008 in Peking en de Olympische Zomerspelen 2012 in Londen.

## Carrière
Bij haar internationale debuut, op de wereldkampioenschappen kortebaanzwemmen 2004 in Indianapolis, sleepte Gorman de bronzen medaille in de wacht op de 800 meter vrije slag en strandde ze in de series van de 400 meter vrije slag.
Tijdens de Gemenebestspelen 2006 in Melbourne, Australië veroverde de Australische de zilveren medaille op de 800 meter vrije slag. Op de wereldkampioenschappen kortebaanzwemmen 2006 in Shanghai eindigde Gorman als negende op de 800 meter vrije slag en werd ze uitgeschakeld in de series van de 800 meter vrije slag. In Victoria nam de Australische deel aan de Pan Pacific kampioenschappen zwemmen 2006, op dit toernooi eindigde ze als vierde op de 10 kilometer openwater. In het zwembad eindigde ze als zesde op de 1500 meter vrije slag en als zevende op de 800 meter vrije slag.
Op de wereldkampioenschappen openwaterzwemmen 2008 in Sevilla eindigde Gorman als vijfentwintigste op de 10 kilometer. Tijdens de Olympische Zomerspelen van 2008 in Peking eindigde de Australische vijftiende op de 10 kilometer openwater en strandde ze in de series van de 800 meter vrije slag.

### 2009-heden
Op de wereldkampioenschappen zwemmen 2009 in Rome veroverde Gorman de wereldtitel op de 5 kilometer openwater, een dag later eindigde ze als negenentwintigste op de 10 kilometer openwater. In het zwembad eindigde ze als zevende op de 1500 meter vrije slag en werd ze uitgeschakeld in de series van de 800 meter vrije slag.
In Roberval nam de Australische deel aan de wereldkampioenschappen openwaterzwemmen 2010, op dit toernooi sleepte ze de bronzen medaille in de wacht op de 10 kilometer openwater. Tijdens de Pan Pacific kampioenschappen zwemmen 2010 in Irvine legde Gorman op de 1500 meter vrije slag beslag op de gouden medaille en op de 10 kilometer openwater mocht ze het brons in ontvangst nemen, op de 800 meter vrije slag eindigde ze op de vierde plaats. Op de Gemenebestspelen 2010 in Delhi veroverde de Australische de bronzen medaille op de 800 meter vrije slag.
In Shanghai nam Gorman deel aan de wereldkampioenschappen openwaterzwemmen 2011. Op dit toernooi eindigde ze als vierde op de 10 kilometer, waardoor ze zich kwalificeerde voor de Olympische Zomerspelen 2012, en sleepte ze samen met Rhys Mainstone en Ky Hurst de zilveren medaille in de wacht in de landenwedstrijd. Op de daaropvolgende wereldkampioenschappen zwemmen eindigde de Australische als vijfde op de 1500 meter vrije slag, op de 800 meter vrije slag strandde ze in de series.

## Internationale toernooien
| Jaar | Olympische Spelen                       | WK langebaan                                                                     | WK openwater        | WK kortebaan                           | PanPacs                                                  | Gemenebestspelen |
| ---- | --------------------------------------- | -------------------------------------------------------------------------------- | ------------------- | -------------------------------------- | -------------------------------------------------------- | ---------------- |
| 2004 | geen deelname                           |                                                                                  | geen deelname       | 9e 400m vrije slag · 800m vrije slag   |                                                          |                  |
| 2005 |                                         | geen deelname                                                                    |                     |                                        |                                                          |                  |
| 2006 |                                         |                                                                                  | geen deelname       | 11e 400m vrije slag 9e 800m vrije slag | 9e 400m vrije slag 6e 800m vrije slag 4e 10 km openwater | 800m vrije slag  |
| 2007 |                                         | geen deelname                                                                    |                     |                                        |                                                          |                  |
| 2008 | 17e 800m vrije slag 15e 10 km openwater |                                                                                  | 25e 10 km openwater | geen deelname                          |                                                          |                  |
| 2009 |                                         | 15e 800m vrije slag · 7e 1500m vrije slag · 5 km openwater · 29e 10 km openwater |                     |                                        |                                                          |                  |
| 2010 |                                         |                                                                                  | 10 km openwater     | geen deelname                          | 4e 800m vrije slag · 1500m vrije slag · 10 km openwater  | 800m vrije slag  |
| 2011 |                                         | 13e 800m vrije slag · 5e 1500m vrije slag · 4e 10 km openwater · Landenwedstrijd |                     |                                        |                                                          |                  |

## Persoonlijke records
Bijgewerkt tot en met 21 augustus 2010

### Kortebaan
| Afstand          | Tijd     | Datum           | Plaats    |
| ---------------- | -------- | --------------- | --------- |
| 400m vrije slag  | 4.06,14  | 1 januari 2007  | Tokio     |
| 800m vrije slag  | 8.23,93  | 7 augustus 2005 | Melbourne |
| 1500m vrije slag | 15.51,75 | 16 juni 2010    | Brisbane  |

### Langebaan
| Afstand          | Tijd     | Datum            | Plaats   |
| ---------------- | -------- | ---------------- | -------- |
| 400m vrije slag  | 4.09,42  | 1 april 2011     | Sydney   |
| 800m vrije slag  | 8.30,00  | 29 juli 2011     | Shanghai |
| 1500m vrije slag | 16.01,53 | 21 augustus 2010 | Irvine   |